# ヅケ

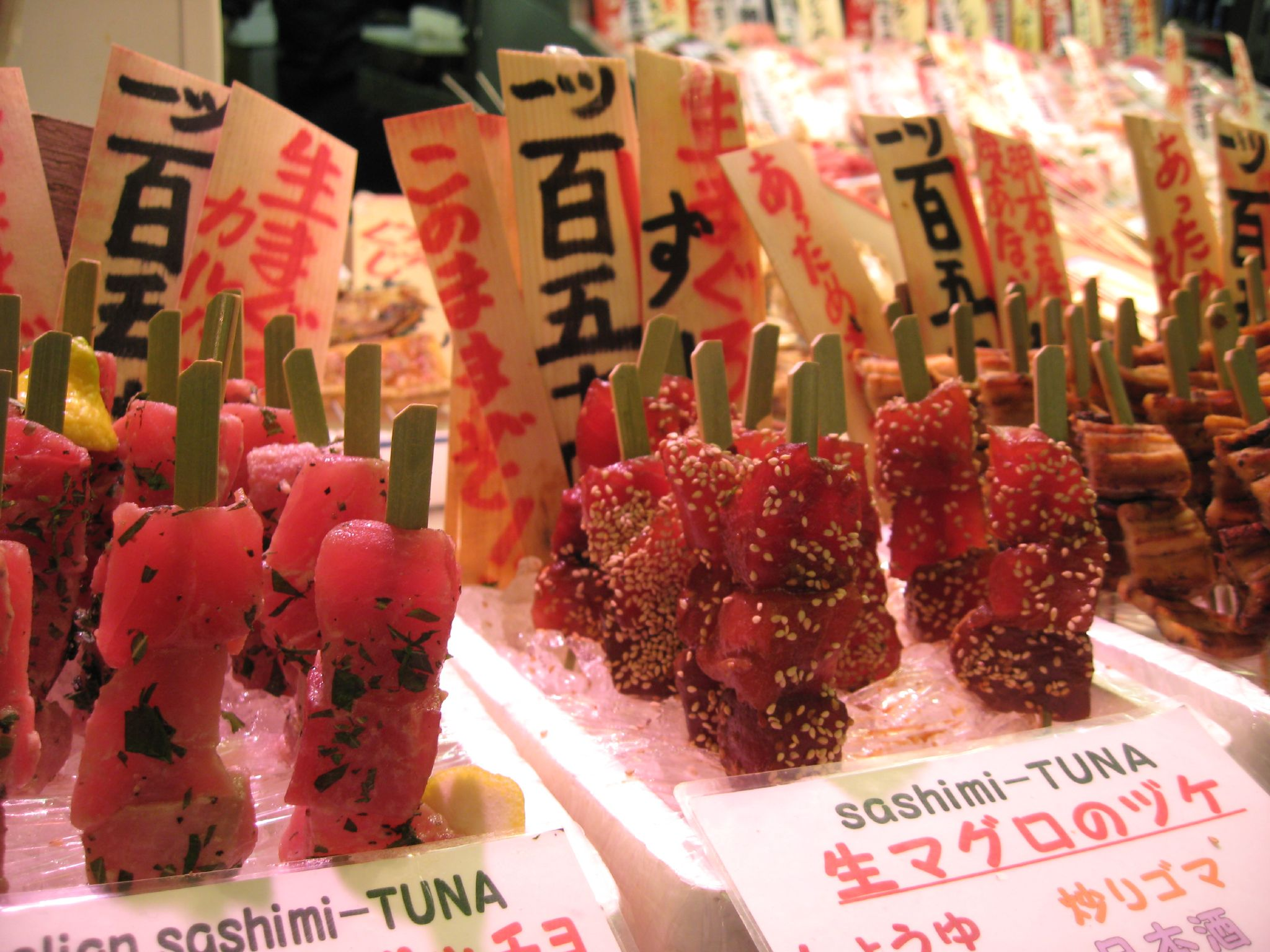
生マグロのヅケ串（錦市場）

ヅケ（漬け）とは、一般的な冷凍技術が未発達であった時代に、魚介類の保存技術として考案されたものである。
握り寿司が完成する以前は塩と米に漬けるもの（鮒寿司など、いわゆるなれずし類）であったが、握り寿司が完成した後は出汁醤油に漬け込むのが一般的となった。

## 一般的なヅケの作り方
材料（漬けダレ）は以下の通り。
- 醤油
- 昆布
- 酒

みりんを加えても良い。
醤油と酒を混ぜ、魚の切り身と昆布を交互に敷く。10 - 15分ほど置いて完成。昆布の風味をさらに出したいのであれば、あらかじめ醤油に昆布を漬けておくと良い。
切り身は代表的なマグロのほか、サンマやカツオ、アジなどの赤身のものであれば大抵は食べられるものになる。ただし、臭みの強いものはショウガやニンニクを加える必要がある。

## 他の国のヅケ
- ハワイでは、醤油の他にごま油などを加えた「ポケ」と呼ばれるヅケに似た料理がある。